# Syncelle

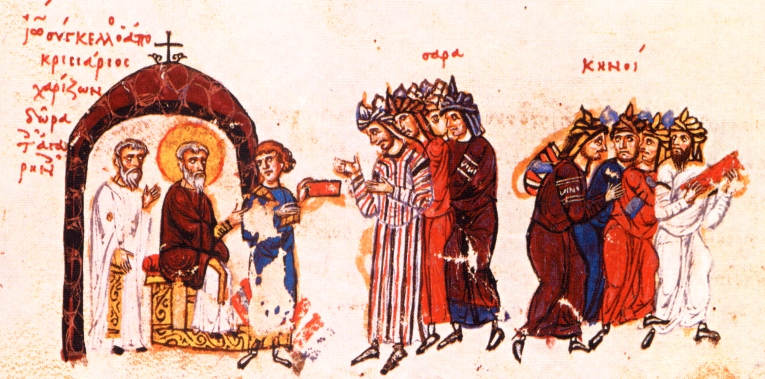
Un syncelle représenté au Moyen âge

Le syncelle (en grec : σύγκελλος), parfois latinisé en syncellus désignese une fonction ecclésiastique dans les rites de l'église orthodoxe. Au sein de l'Empire byzantin, le syncelle du patriarche de Constantinople est le plus important puisqu'il fait souvent office de successeur désigné.

## Histoire
En grec, le terme désigne « celui qui vit dans la même cellule » au sein d'un monastère. Il apparaît à partir du Ve siècle et correspond au plus proche conseiller d'un évêque ou d'un archevêque, résidant au même endroit que celui-ci. Dans l'Empire byzantin, le syncelle du patriarche occupe une place à part puisqu'il est souvent appelé à le remplacer en cas de poste vacant. Quand la fonction est soumise à la désignation de l'Empereur, aux IXe et Xe siècles, elle devient une forme d'instrument à la main du souverain pour influencer le processus de succession. Ainsi, dans le Kleterologion de 899, alors même que la fonction est souvent occupée par des membres peu connus du clergé, voire par des diacres, elle est néanmoins dans les positions les plus élevées de la hiérarchie impériale. Le syncelle fait partie des dignités spéciales (ἀξίαι εἰδικαί, axiai eidikai), entre le rhaiktor et le chartulaire du kanikleiou. Ses missions précises sont méconnues mais il est considéré comme un membre du Sénat byzantin et détient un rôle dans les cérémonies impériales. Dans le Kleterologion, le syncelle est la troisième fonction parmi tous les offices séculiers, après le basiléopator et le rhaiktor et la huitième si l'on englobe toutes les fonctions, notamment celles de nature quasi-impériales comme le césar. Parmi les syncelles, celui de Rome garde la préséance mais celui de Constantinople vient avant les autres patriarcats orientaux de Jérusalem, Antioche et Alexandrie.
Le prestige du titre est suffisamment élevé pour expliquer qu'il est conféré à des métropolites (ou évêques) parmi les plus ambitieux de l'Empire à partir du Xe siècle. Progressivement, la fonction se ramifie, prenant parfois des appellations grandiloquentes, comprenant le protosyncelle ou protosynkellos (πρωτοσύγκελλος, soit le premier des syncelles) ou le proedros ton protosynkellon (πρόεδρος τῶν πρωτοσυγκέλλων, soit le président ou le premier des protosynkelloi. Conséquemment, le titre de syncelle en lui-même perd en importance. À partir de la dynastie des Paléologues, le syncelle du patriarche de Constantinople est désigné sous le terme de megas protosynkellos (μέγας πρωτοσύγκελλος, grand protosyncelle).

## Sources
- (grk) Athenagoras, « Ὁ θεσμός τῶν Συγκέλλων ἐν τῷ Οικουμενικῷ Πατριαρχείῳ », Ἐπετηρίς Ἐταιρείας Βυζαντινῶν Σπουδῶν, vol. IV,‎ 1927, p. 3-38
- (en) Alexander Kazhdan (dir.), Oxford Dictionary of Byzantium, New York et Oxford, Oxford University Press, 1991, 1re éd., 3 tom. (ISBN 978-0-19-504652-6 et 0-19-504652-8, LCCN 90023208)